# Telmana (Krasnodar)
Telmana (del ruso: Тельмана) es un jútor del raión de Novokubansk en el krai de Krasnodar de Rusia. Está situado en las llanuras de la orilla izquierda del río Kubán, 14 km al oeste de Novokubansk y 146 km al este de Krasnodar. Tenía 191 habitantes en 2010.
Pertenece al municipio Verjnekubánskoye.